# 12 Soulful Nights of Christmas
12 Soulful Nights of Christmas jest debiutanckim albumem amerykańskiego rapera Jermaine Dupri. Został wydany 22 października 1996 roku nakładem wytwórni So So Def Recordings i Columbia Records.

## Lista utworów
1. „The Time of Year” (featuring Kenny Lattimore) – 4:47
2. „Christmas Without You” (featuring Xscape) – 4:07
3. „In Love at Christmas” (featuring K-Ci & JoJo) – 3:57
4. „Little Drummer Girl” (featuring Alicia Keys) – 4:32
5. „Someday at christmas” (featuring Voices of Soul) – 4:42
6. „Christmas Only Once a Year” (featuring Chaka Khan) – 3:56
7. „A Christmas Lullabye” (featuring Faith Evans) – 2:10
8. „Because of His Love” (featuring Brian McKnight) – 4:05
9. „The Christmas Song” (featuring Tamia) – 5:06
10. „Christmas Without My Girl” (featuring Gerald Levert) – 4:29
11. „Not Really Christmas” (featuring Trina Broussard) – 4:54
12. „My Younger Days” (featuring Trey Lorenz) – 4:33
13. „Every Day Should Be Christmas” (featuring NeeNa Lee) – 4:08
14. „This Christmas” (featuring Jagged Edge) – 5:07